# John Colet
John Colet (né à Londres en janvier 1467, mort le 10 septembre 1519) est un homme d'Église anglais, et un pionnier de la pédagogie.

## Biographie
Fils aîné de Sir Henry Colet (Lord Maire de Londres de 1486 à 1495), il fréquente le séminaire d'Anthony's school puis Magdalen College (Oxford), où il est diplômé maître dès arts en 1490. Disposant de bénéfices ecclésiastiques à Dennington dans le Suffolk, il est d'abord vicaire de St Dunstan (Stepney), puis principal de Thurning (Hunts). En 1493, il voyage à Paris puis en Italie, pour y étudier le droit canon et le droit civil, la patristique et le grec ancien.
Là, il fait la rencontre de Guillaume Budé et de Robert Gaguin, et à Florence assiste aux sermons de Jérôme Savonarole. À son retour en Angleterre (1496), il est ordonné prêtre et s'établit à Oxford, où il prononce des conférences sur les lettres de Saint Paul, substituant à l'exégèse traditionnelle des commentaires plus proches du texte grec original. Ses méthodes exercent une influence profonde sur Érasme, qui visite l'université d'Oxford en 1498, et qui reçoit par la suite une pension de la part de John Colet. Sa première rencontre avec Érasme a lieu à la fin de l'année 1499.
Depuis 1494, Colet bénéficie de prébendes à York, et en tant que chanoine de Saint-Martin-le-Grand à Londres.  En 1502, il bénéficie de nouvelles prébendes à Salisbury, en 1505 il est nommé chanoine de Mora dans la Cathédrale St Paul, ayant tout juste obtenu son diplôme de docteur en théologie. Dans son église, il réforme les abus des prêtres, et y fait instituer trois leçons par semaine pour l’explication des Écritures (qu’on appelait alors la « nouvelle science »), et qu’il contribua beaucoup à faire substituer au galimatias théologique des clercs. Il poursuit ses conférences sur les livres de la Bible et, peu après, crée à Saint Paul une chaire perpétuelle de théologie, trois jours par semaine. Vers 1508, ayant hérité une fortune considérable de son père, Colet entreprend de réformer le séminaire de Saint Paul, ce qu'il mène à terme en 1512, et pourvoit l'école d'une dotation annuelle minimum de 122 £. Le grammairien William Lilye en est le premier professeur, tandis que la guilde des merciers londoniens accepte de s'en porter garante (1510), premier exemple d'une gestion laïque d'un établissement scolaire. Les opinions religieuses du doyen Colet sont si libérales que l'évêque de Londres l'accuse d'hérésie, ; mais l'archevêque de Cantorbéry, William Warham, refuse sa mise en accusation. Le roi Henri VIII d'Angleterre le tient d'ailleurs en haute estime malgré ses reproches contre la guerre faite à la France.
Outre ses fonctions déjà mentionnées, il dirige la guilde de Jésus à la cathédrale de Saint-Paul et sert comme chapelain du roi Henry VIII. En 1514, il fait le pèlerinage de Cantorbéry, et en 1515 prononce le prêche lors de la réception du chapeau de cardinal de Thomas Wolsey. Mais les attaques incessantes de l'évêque FitzJames le déterminent à envisager une retraite chez les Chartreux de Richmond. Colet supervisait les plans du confortable manoir qu'il se préparait là-bas lorsqu'il subit les affres de la pandémie de suette qui balayait alors l'Angleterre.  Le chanoine succomba à la troisième attaque de cette maladie, et fut enterré sur le côté sud du chœur de l'église Saint Paul, sa pierre tombale ne portant d'autre inscription que son simple nom. 
Colet, s'il n'a jamais envisagé de rompre avec l'Église catholique romaine, n'en est pas moins un réformateur à la manière d'Érasme, désapprouvant notamment la confession et le célibat des prêtres. Autorité majeure de l'église d'Angleterre, il contribue à la désagrégation des rites et croyances médiévaux, et propage l'idéal humanisme.
« Son esprit, rapporte Suard, était aimable, sa personne agréable, son langage simple et énergique, mais peu correct. Il méprisait l’étude de la grammaire et de la rhétorique, travers singulier pour un savant du 16e siècle, et qui venait peut-être de ce que ces deux études avaient trop longtemps composé tout l’enseignement public. »
Encore de nos jours, l'œuvre de John Colet est célébrée à la Cathédrale Saint-Paul de Londres.

## Œuvres
Outre plusieurs sermons (Daily Devotions, Monition to a Godly Life), on a conservé plusieurs de ses lettres à Érasme (Epistolæ ad Erasmum), qui, dans son voyage en Angleterre en 1495, s’était lié avec lui d’une amitié particulière, laquelle dura jusqu’à la fin de leur vie : ces lettres sont, pour la plupart, imprimées parmi celles d’Érasme, d’autres se trouvent a la fin de la Vie de Colet par Knight. 
- Absolutissimus de octo orationis partium constructione libellus (Anvers, 1530)
- Rudimenta Grammatices (Londres, 1539), in-8°, manuel rédigé pour son école de St-Paul.
- Divers commentaires de livres de la Bible.